# Mazda Xedos

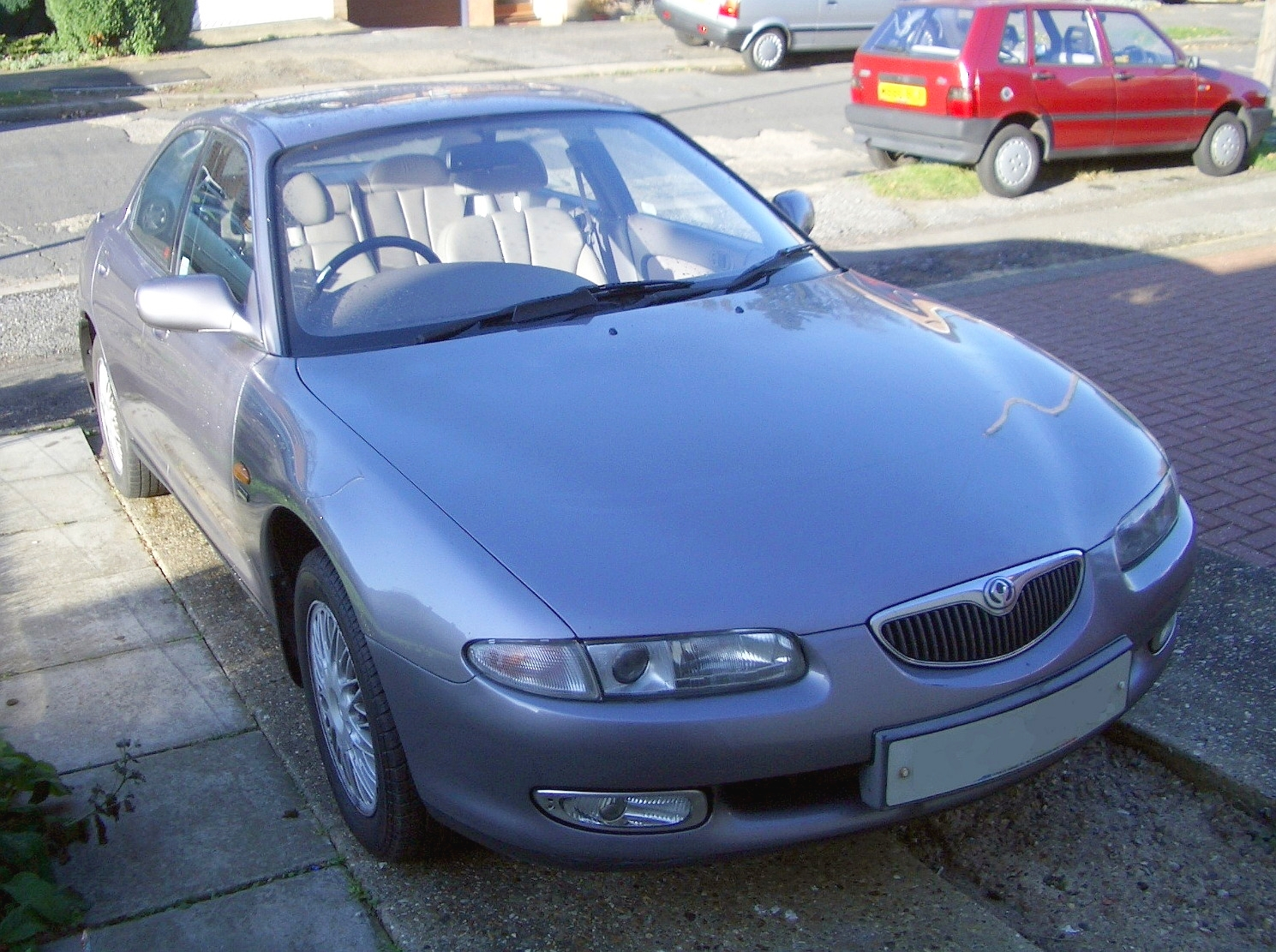
Mazda Xedos 6.

En 1992, Mazda lanzó este automóvil de lujo en Europa llamado Xedos. Era compañero del modelo japonés Eunos y el (nunca lanzado) modelo norteamericano Amati'. Esta técnica de diversificación fracasó, y el Xedos duró hasta 2000 con sólo dos versiones comercializadas. Fueron vendidos en los distribuidores Mazda.
Los modelos de Xedos fueron:
- Xedos 6 - 1993-1999
- Xedos 9 - 1994-2000

- Datos: Q1060775